# Библиография Мераба Мамардашвили

### 1950-е
- Процессы анализа и синтеза // Вопросы философии. — 1958. — № 2. — С. 50—63.
- Некоторые вопросы исследования истории философии как истории познания// Вопросы философии. — 1959. — № 12.

### 1960-е
- Исторический метод в «Истории философии» Гегеля // Вестник истории мировой культуры. — 1960. — № 3.
- К проблеме метода истории философии: (Критика исходных принципов историко-философской концепции К. Ясперса) // Вопросы философии. — 1965. — № 6.
- Категория социального бытия и метод его анализа в экзистенциализме Сартра // Современный экзистенциализм: Крит. очерки. — М., 1966. — Разд. 2: Французский экзистенциализм. — С. 149—204.
- [ihtik.lib.ru/db_28sept2006/data/312712.html «Формы и содержание мышления (К критике гегелевского учения о формах познания)»]  Архивная копия от 19 ноября 2009 на Wayback Machine — М.: Высшая школа, 1968. — 192 с., 16 000 экз.

### 1970-е
- Три беседы по метатеории сознания: Краткое введение в учение виджнянавады// Труды по знаковым системам. — Тарту, 1971. — Т. 5. (Учен. зап. / Тартус. ун-т. Вып. 289). Собеседник А. М. Пятигорский.
- Классика и современность: Две эпохи в развитии буржуазной философии / М. К. Мамардашвили, Э. Ю. Соловьев, В. С. Швырев // Философия в современном мире: Философия и наука: Критические очерки буржуазной философии. — М., 1972.
- Наука и ценности — бесконечное и конечное. [Выступление на «Круглом столе» «Вопр. философии» по теме: «Наука, этика и гуманизм», 14—15 марта 1973 г.] // Вопросы философии. — 1973. — № 8.;
- Обязательность формы. Выступление, на круглом столе, организованном ж. «Вопросы философии» по теме: «Взаимодействие науки и искусства в условиях НТР» // Вопросы философии. — 1976. — № 12.;
- Проблема объективного метода в психологии / Зинченко В. П., Мамардашвили М. К. // Вопросы философии. — 1977. — № 7. — с.109-125 // Второе издание: «Постнеклассическая психология». — 2004. — № 1. — с. 45-71.
- Современная европейская философия (XX век). (1979) [Лекции] // Логос. — 1992. — № 2.

### 1980-е
- Символ и сознание. Метафизические рассуждения о сознании, символике и языке (совместно с А. М. Пятигорским). — Иерусалим: Малер. — 1982.; второе издание: — М.: Школа «Языки русской культуры», 1997. — 224 с.; третье издание: — М.: Шк. «Языки рус. культуры», 1999. — 216 с.
- Наука и культура // Методологические проблемы историко-научных исследований. — М., 1982. — С. 38-57.
- Литературная критика как акт чтения: Выступление // «Вопросы философии». — М. — 1984. № 2. с. 99 — 102.
- Классические и неклассические идеалы рациональности. Первое издание: Тбилиси: Мецниереба. — 1984—1985. — 82 с., 1 200 экз. Второе издание: М.: Изд-во «Лабиринт». — 1994 г. — 90 с. Третье издание: М.: Логос. — 2004. — 240 с. ISBN 5-8163-0065-2
- Если осмелиться быть…: Интервью. // «Наше наследие». — М. — 1988. № 3. с. 22

— 27 // а также в: «Родник». — Рига. — 1989. № 11. с. 45 — 49.
- Проблема сознания и философское призвание // Вопросы философии. — 1988. — № 8.
- Сознание и цивлилизация: Доклад. // «Природа». — М. — 1988. — № 11. с. 57 — 65.
- Философия — это сознание вслух // Юность. — 1988. — № 12.
- Феноменология — сопутствующий момент всякой философии: Выступление // Вопросы философии. — М. — 1988, № 12. с. 55 — 59.
- Идея преемственности и философская традиция: Интервью // «Историко-философский ежегодник. 1989». — М. — 1989. с. 263—269. (беседу вёл Сенокосов Ю. П.)
- Быть философом — это судьба. // «Философская и социологическая мысль». — Киев. -

1989. — № 2. с. 29 — 36.
- «Третье» состояние // «Киносценарии». — М. — 1989. — № 3. с. 182—186.
- «Дьявол играет нами, когда мы не мыслим точно…» // Театр. — 1989. — № 3.
- Философия действительности: Интервью. // г. «Заря Востока». — Тбилиси. — 25 июня 1989 г.
- Сознание — это парадоксальность, к которой невозможно привыкнуть: Интервью // Вопросы философии. — 1989. — № 7.
- Как я понимаю философию (беседа)// Вестник высшей школы. — 1989. — № 9. — с.80-87
- Мысль в культуре // Философские науки. — 1989. — № 11. с. 75-81
- Сознание как философская проблема // Вопросы философии. — 1990. — № 10.

### Издания, опубликованные посмертно
- Как я понимаю философию: Избр. ст., докл., выступ., интервью. — М.: Прогресс, 1990. — 366 с., 17 000 экз.; второе издание — М.: Прогресс, 1992. — 415 с., 25 000 экз.; третье издание: М.: Прогресс. — 1999.

вкл. в себя:
- - Как я понимаю философию: Интервью.
  - Быть философом — это судьба: Интервью.
  - Проблема сознания и философское призвание: Доклад.
  - Философия — это сознание вслух: Интервью.
  - Кафедра: Интервью.
  - Сознание — это парадоксальность, к которой невозможно привыкнуть: Интервью.
  - Обязательность формы: Выступление.
  - Идея преемстевнности и философская традиция: Интервью.
  - Феноменология — сопутствующий момент всякой философии: Выступление.
  - Сознание и цивилизация: Доклад.
  - Наука и ценности — бесконечное и конечное: Выступление.
  - «Дьявол играет нами, когда мы не мыслим точно…»: Интервью.
  - Мысль в культуре.
  - Литературная критика как акт чтения: Выступление.
  - Третье состояние.
  - Если осмелиться быть…: Интервью.
  - Философия действительности: Интервью.
  - Процессы анализа и синтеза.
  - К проблеме метода истрии философии.
  - Категория социального бытия и метод его анализа в экзистенционализме Ж.-П. Сартра.
  - Анализ сознания в работах К. Маркса.
  - Превращенные формы. (О необходимости иррациональных выражений) // Трет. изд. с.315 — 398
  - Интеллигенция в современном обществе // 1990. — с.329-336.
  - Наука и культура
- Беседы о мышлении // «Мысль изреченная…»: Сб. науч. ст. — М., 1991. Второе издание: Эстетика мышления. — М.: Моск. шк. полит. исслед. — 2000. — 414 с. ISBN 5-93895-002-3
- Начало всегда исторично, то есть случайно // «Вопросы методологии». 1991, № 1. (беседа от 5 апреля 1990)
- Жизнь шпиона: Интервью // Искусство кино. — 1991. — № 5.
- Мысль под запретом: (Беседы с А. Э. Эпельбуэн); Пер. с фр. // Вопросы философии. — 1992. — № 4—5.
- О понятии философии //Новый круг (Киев). — 1992. — № 1. С. 24-32
- Введение в философию, или То же самое, но в связи с романом М. Пруста «В поисках утраченного времени» [Лекция] (Высшие курсы сценаристов и режиссёров) // Искусство кино. 1993. — № 2. — с. 93-98.
- Картезианские размышления — М.: Прогресс. — 1993. — 352 с., 20 000 экз. Второе издание: — М.: Прогресс. — 2001. — 352 с. ISBN 5-01-004707-1
- К пространственно-временной феноменологии событий знания // Вопросы философии. — 1994. — № 1.
- Философия и личность // Человек. — 1994. — № 5.
- О психоанализе // Логос. — 1994. — № 5.
- Лекции о Прусте. — М., Ad marginem, 1995
- Психологическая топология пути: М. Пруст «В поисках утраченного времени» — СПб.: Изд-во Рус. Христиан. Гуманитар. ин-та, 1997., 5 000 экз. — 571с.
- Грузия вблизи и на расстоянии. Тбилиси. — 1995. — 42 с. // г. «Новое русское слово», 25-26 ноября 1995.
- Необходимость себя. Доклады, статьи, философские заметки — М.: «Лабиринт», 1996. — 430 с., 2050 экз. + 3000 экз.; вкл. в себя:
  - Введение в философию.
  - Органы онтологии
- [ihtik.lib.ru/db_28sept2006/data/312712.html Стрела познания: Набросок естественно-исторической гносеологии.] — М.: Школа «Языки русской культуры», 1997. — 304 с., 3 000 + 2000 экз. ISBN 5-88766-034-1
- Кантианские вариации (фрагменты лекций, прочитанных в 1982 году в Москве; изданы в 1997). Второе издание: М.: Аграф. — 2001. — 312 с. ISBN 5-7784-0032-2
- Лекции по античной философии — М.: Аграф. — 1997. — 320 с.; второе изд. — 1999, 312 с., 3 500 экз.; третье изд. — 2002. ISBN 5-7784-0021-7
- Неизбежность мысли // Человек. — 1999. — № 1.
- Природа мысли // Человек. — 1999. — № 2.
- Мой опыт нетипичен. — СПб.: Азбука. — 2000. — 400 с. ISBN 5-267-00287-9
- Философские чтения — М.: Азбука-классика. — 2002. — 832 с. (Введение в философию; Эстетика мышления; Картезианские размышления).

## Критика и рецензии

### 1986
- Ильин В. В. [Рецензия] // Вопросы философии. — 1986. — № 8. — С. 162—164. — Рец. на кн.: Мамардашвили М. К. Классический и неклассический идеалы рациональности. — Тбилиси: Мецниереба, 1984. — 82 с.
- Мерчленд Б. В кругу идей Мамардашвили

### 1988
- Автономова, Наталия Сергеевна // Большая русская биографическая энциклопедия (электронное издание). — Версия 3.0. — М.: Бизнессофт, ИДДК, 2007. Рассудок. Разум. Рациональность. — М.: Наука, 1988. — 287 с. Ссылки: с. 67; 124; 171.

### 1991
- Ахутин А. В. Слово прощания // Вопросы философии. — 1991. — № 5. — С.25.
- Дуларидзе Т. Г. Странствующий философ, который любил кино // Вопросы философии. — 1991. — № 5. — С. 23-25.
- Зинченко В. П. Миры сознания и структура сознания // Вопросы психологии. — 1991. — № 2. — С. 15-36. [Посвящ.: «Светлой памяти Философа — Мераба Константиновича Мамардашвили».
- Зинченко В. П. Послесловие к дружбе // Вопросы философии. — 1991. — № 5. — С. 10-15.
- Калиниченко В. В. Феноменологическая редукция как путь: куда?: (Заметки на темы Эд. Гуссерля и М. К. Мамардашвили) // «Мысль изреченная…»: Сб. науч. ст. — М., 1991. — С. 53-71.
- Кругликов В. А. Мысль до слова: Феномен М. К. Мамардашвили // «Мысль изреченная…»: Сб. науч. ст. — М., 1991. — С. 7-10.
- Кругликов В. А. Памяти Мераба Константиновича Мамардашвили]: От редакции // «Мысль изреченная…»: Сб. науч. ст. — М., 1991. — С.5-6.
- Рыклин М. К. Метафизика речи // Вопросы философии. — 1991. — № 5. — С. 20-21.
- Рыклин М. К., Подорога В. А. Третья возможность метафизики (беседа об одном философском опыте)// «Мысль изреченная…», РОУ, М., 1991
- «Мысль изреченная…»: Сб. науч. ст. — М.: Изд-во Рос. Открытого ун-та, 1991. — 196 с.
- Пятигорский А. М. «Мысль держится, пока мы…» // Вопросы философии. — 1991. — № 5. — С. 22-23.
- Сенокосов Ю. П. О философе и его работе // Вопросы философии. — 1991. — № 5. — С. 15-17
- Твалчрелидзе А. Г. Мераб Мамардашвили и современная физика // Вопросы философии. — 1991. — № 5. — С. 17-19.

### 1992
- Вернан Ж.-П. Грузинский Сократ // Вопросы философии. — 1992. — № 5. — С. 116—118.
- Сенокосов Ю. П. Призвание философа: (Вместо предисл.) // Мамардашвили М. Как я понимаю философию: [Избр. раб.]. — 2-е изд., изменён. и доп. — М., 1992. — С. 5-13.

### 1993
- Мамардашвили Мераб Константинович // Алексеев П. В. Философы России XIX—XX столетий: (Биографии, идеи, тр.). — М., 1993. — С. 116—117.

### 1994
- Калиниченко В. В. Язык и трансценденция (По материалам доклада, прочитанного на первых чтениях, посвященных М. К. Мамардашвили) // Логос. — 1994. — № 6. — С. 7-46.
- Конгениальность мысли. О философе М. К. Мамардашвили. — М.: Прогресс-Культура. 1994. — 240 с.
- Сенокосов Ю. П. Послесловие к публикации [статьи М. К. Мамардашвили «К пространственно-…» // Вопросы философии. — 1994. — № 1. — С. 82-84.
- Шевелёв И. Л. Демон Мамардашвили: Как впасть в состояние сознания // Независимая газета. — 1994. — 2 апреля — Рец. на кн.: Мамардашвили М. К. Картезианские размышления (январь 1981). — М.: Прогресс, 1993. — 352 с.

### 1995
- Чаадаев и Мамардашвили: перекличка голосов, проблем и перспектив. Материалы научной конференции. Пермь: Пермский ГТУ, октябрь 1995. Издано: Соликамск. — 2000. — 384 с.
- Калиниченко В. В. Об одной попытке «децентрализации» Мераба Мамардашвили // Встреча с мыслью. — М., 1995. — С. 69-86.
- Мотрошилова Н. В. «Картезианские медитации» Гуссерля и «Картезианские размышления» Мамардашвили: (Двуединый путь к трансцендентальному Ego) // Вопросы философии. — 1995. — № 6. — С. 137—145.
- Шевелёв И. Л. Сократический мыслитель: Философия возникает там, где есть философствующий// Независимая газета. — 199[5]. — […]. — Рец. на кн.: Конгениальность мысли: О философе Мерабе Мамардашвили: [Философ. чтения, посвящ. М. К. Мамардашвили, 1992.]
- Эмиграция, которой не было: Воспоминания о Мамардашвили: Ю. Сенокосов, Е. Немировская, С. Давидович / Записал И. Шевелёв: К 65-летию со дня рождения М. К. Мамардашвили] // Общая газета. — 1995. — 14 сентября.

### 1996
- Аннинский Л. Во чреве гиппопотама // Дружба народов. — 1996. — № 2. — С. 204—207
- Ахутин А. В. В стране Мамардашвили // Вопросы философии. — 1996. — № 7. — С. 31-54.
- Встреча с Декартом. Философские чтения, посвященные М. К. Мамардашвили. — М.: Ad Margenem, 1996. — 438 с.
- Доброхотов А. Мысль на путях жизни // Новый мир. — 1996. — № 3. — С. 232—234.- Рец. на кн.: Мамардашвили М. Лекции о Прусте: (Психол. топология пути). — М.: Ad Marginem, 1995. — 547 с.
- Конев В. А. Семинарские беседы по «Картезианским размышлениям» М. К. Мамардашвили. — Самара: Изд-во Самар. ун-та, 1996. — 106 с.

### 1997
- Арсентьев А. Рецензия // Рус. журн. — 1997. — 12 сентября — Рец. на кн.: Мамардашвили М. Лекции о Прусте: (Психол. топология пути). — М.: Ad Marginem, 1995. — 547 с
- Зинченко В. П. Посох Мандельштама и трубка Мамардашвили: К началам орган. психологии. — М.: Нов. шк., 1997. — 334 с.

### 1998
- Васильева Т. В. [Рецензия] // Вопросы философии. — 1998. — № 7. — С. 179—183. — Рец. на кн.: Мамардашвили М. К. Лекции по античной философии. — М.: Аграф, 1997. — 311 с.; Петров М. К. Античная культура. — М.: РОССПЭН, 1997. — 352 с.
- Маргвелашвили Георгий. Философия индивидуальной субстанции. — Тбилиси: НЕКЕРИ, 1998. — 110 с.
- Произведенное и названное. Философские чтения, посвященные М. К. Мамардашвили (Москва, 1995). — М.: Ad Margenem, 1998. — 110 с.
- Рыклин М. К. «Пол растений»: Тез. соврем. философов о сексуальности: [Ж. Делёз, М. К. Мамардашвили, Ж. Деррида и др.] // Гендерные исследования: Феминист. методология в социал. науках: Материалы 2-й летней шк. по гендер. исслед., Форос, Украина, 1998. — Харьков, 1998. — С. 215—222.

### 1999
- Агафонов С. Позиция Чужого в текстах Мамардашвили // Логос. — 1999. — № 4. — С. 14-20.
- Бондаренко И. А. Феноменология бытийствующего сознания. М.: МГУК, 1999, 102 с.
- Васильев В. В. Размышления о «Кантианских вариациях» М. К. Мамардашвили // Вопросы философии. — 1999. — № 10. — С. 176—183.
- Исаев А. А. Онтология мысли: введение в философию М. К. Мамардашвили. — Сургут: СГУ, 1999. — 102 с.
- Порус В. Н. «Невоплощенный Бог не мог бы познавать…»: (О кн. М. К. Мамардашвили «Стрела познания:…») // Логос. — 1999. — № 2. — С. 374—379.
- Сенокосов Ю. П. Заметки Мастера // Человек. — 1999. — № 1. — С. 7.
- Смирнов В. А. М. К. Мамардашвили: философия сознания // Философия не кончается…: Из истории отеч. философии: XX в. — М., 1998. — Т. 2: 1960-80-е годы. — [С. 482].

### 2000
- Вересов Н. Н. Выготский, Ильенков, Мамардашвили: Опыт теорет. рефлексии и монизм в психологии // Вопросы философии. — 2000. — № 12. — С. 74-87. — Из содерж.: Мамардашвили: сознание, символ, культура. — С. 84-86.
- Голубева Л. Индуцируя мысль…: (Трансцендентал. дидактика М. Мамардашвили) // Alma mater. — 2000. — № 3. — С. 12-16; То же // Высшее образование в России — 2000. — № 4. — С. 115—121.
- Сенокосов Ю. П. Мераб Мамардашвили: Вехи творчества // Вопросы философии. — 2000. — № 12. — С. 49-63. — Библиогр. работ М. К. Мамардашвили / Сост. Ю. П. Сенокосов: с. 62-63.
- Соловьёв Э. Ю. Экзистенциальная сотериология Мераба Мамардашвили // Историко-философский ежегодник’98. — М., 2000. — С. 387—407.
- Философы XX века. М. К. Мамардашвили. Материалы республиканских чтений. — З. Минск: метод-издат центр РИВИИ БГУ, 2000. — 168 с.

### 2001
- Мотрошилова Н. В. Феномен Мамардашвили: (Размышления о книге) [М. К. Мамардашвили «Мой опыт нетипичен», 2000.] // Вопросы философии. — 2001. — № 10 . — С. 174—182.
- Щербенко Э. В. [Рецензия] // Вопросы философии. — 2001. — № 10. — С. 183—186. — Рец. на кн.: Мамардашвили М. К. Эстетика мышления. — М.: Моск. шк. полит. исслед., 2000. — 416 с.

### 2002
- Бондаренко В. В. В одной реке с Мамардашвили // Бондаренко В. В. 48 часов Nostalgie. — Самара, 2002. — С. 19-21.
- Голик Н. В. Антропологическая катастрофа: реальность или иллюзия?: «Принцип трёх К» М. К. Мамардашвили // Социальный кризис и социальная катастрофа: Сб. материалов Конф. — СПб., 2002. — С. 213—216
- Савельева М. Ю. Введение в метатеорию сознания: «Мерабу Константиновичу Мамардашвили посвящается». — Киев: ПАРАПАН, 2002. — 334 с.
- Зинченко Е. В. Метод феноменологической дескрипции феномена субъективности в философии М. Мамардашвили
- Розин В. М. Декарт-эзотерик и реформатор мышления // Философские науки. — 2002. — № 6. — С. 113—124.

### 2003
- Бакулов В. Д. Природа, сущность и генезис превращенных форм духовно-практической деятельности исторических субъектов // Бакулов В. Д. Социоклуьтурные метаморфозы утопизма. — Ростов н/Д: Изд-во Рост. ун-та. — 2003. — с.169-187. ISBN 5-9275-0073-0
- Попов А. А., Проскуровская И. Д. «Схема» и «символ»: на пути к не-дискурсивной концепции мышления: Г. П. Щедровицкий и М. К. Мамардашвили [Официальный сайт юбилейных мероприятий памяти Г. П. Щедровицкого]
- Сеноксов Ю. П. [ihtik.lib.ru/philosbook_22dec2006/philosbook_22dec2006_4015.rar Метафизика свободы]. — 2003.

### 2004
- Григоров Э. Смисълът на едно специфично дисидентство (…философията на Мераб Мамардашвили) // Культура (София). — 2004. — 15 октября.
- Клятис И. Н. Круги на воде: О стилях работы Ф. М. Достоевского и некоторых современных философов // Проблемы учебного процесса в инновационных школах: Сб. науч. тр. / Ред. О. В. Кузьмин. — Иркутск, 2004. — Вып. 9. — С. 87-95
- Кралечкин Д. Ю. CONSCIOUSNESS Inc. 2004.
- Страхов Д. Лакмусовая красота: Воспоминания очевидца о лекциях М. К. Мамардашвили и его общении со студентами ВГИКа // Алфавит: Газета для любопытных. — [2004]. — № 5
- Туниманов В. А. Достоевский в лекциях и беседах Мераба Мамардашвили // Достоевский и мировая культура. — СПб.; М., 2004. — Альм. № 20. — С. 212—226.
- Чикобава К. К. Идеи антроподицеи в философии М. К. Мамардашвили // Человек: соотношение национального и общечеловеческого: Сб. материалов Междунар. симп. (г. Згудиди, Грузия, 19-20 мая 2004 г.). — СПб., 2004. — Вып. 2. — С. 288—291
- Яковлева Е. После Мераба: Как наследие известного философа стало наследством // Российская газета. — 2004. — 20 апреля.

### 2005
- Пузырей А. А. Cogito ergo sum: Что сказал Декарт?: [«Картезианские размышления» и совр. психология] // Пузырей А. А. Психология. Психотехника. Психагогика. — М., 2005. — С. 334—348.
- Пузырей А. А. В стороне от Декарта: [Беседа с М. К. Мамардашвили] // Пузырей А. А. Психология. Психотехника. Психагогика. — М., 2005. — С. 349—393.

### 2006
- Скляренко Е. Мераб Мамардашвили за 90 минут. М.: Аст, СПб.: Сова. — 2006. — 94 с. (печатный вариант электронной версии http://www.mamard.ru)

### 2007
- «Наследие Мераба Мамардашвили и европейско-российский культурно исторический контекст: проблемы, поиски, перспективы»/ Материалы конференции. 20-22.04.2007. Пермский ГТУ.

### 2008
- Яфаров М. Страсть осознания // Топос от 20/11/08.

### 2009
- Автор Ю. В. Пущаев М. К. Мамардашвили. Опыт физической метафизики (Вильнюсские лекции по социальной философии). М.: 2009: «То есть, по отношению к Мамардашвили у читающей публики существует довольно отчётливое деление в социально-политическом плане: патриоты часто считают его чуть ли не русофобом и поэтому относятся к нему довольно негативно, зато для многих сторонников сугубо „европейского вектора развития России“, не чуждых интереса к философии, он является весьма уважаемой фигурой».